# BMW R 1200 GS Adventure K51
Die BMW R 1200 GS Adventure ist ein Motorrad des Fahrzeugherstellers BMW. Die Reiseenduro wurde am 7. Oktober 2013 in einer offiziellen Pressemeldung vorgestellt. Auf der Zweiradmesse EICMA in Mailand wurde sie kurze Zeit später zum ersten Mal der Öffentlichkeit präsentiert. Das Motorrad wird wie alle Modelle der R-Reihe von einem Boxermotor angetrieben und im BMW-Werk Berlin in Spandau endmontiert. Die Modellbezeichnung GS bedeutet Gelände/Straße, der interne Werkscode lautet K51. Die Verkaufsbezeichnung blieb unverändert.
Die Basis des Motorrades bildet die ein Jahr zuvor eingeführte R 1200 GS (K50)

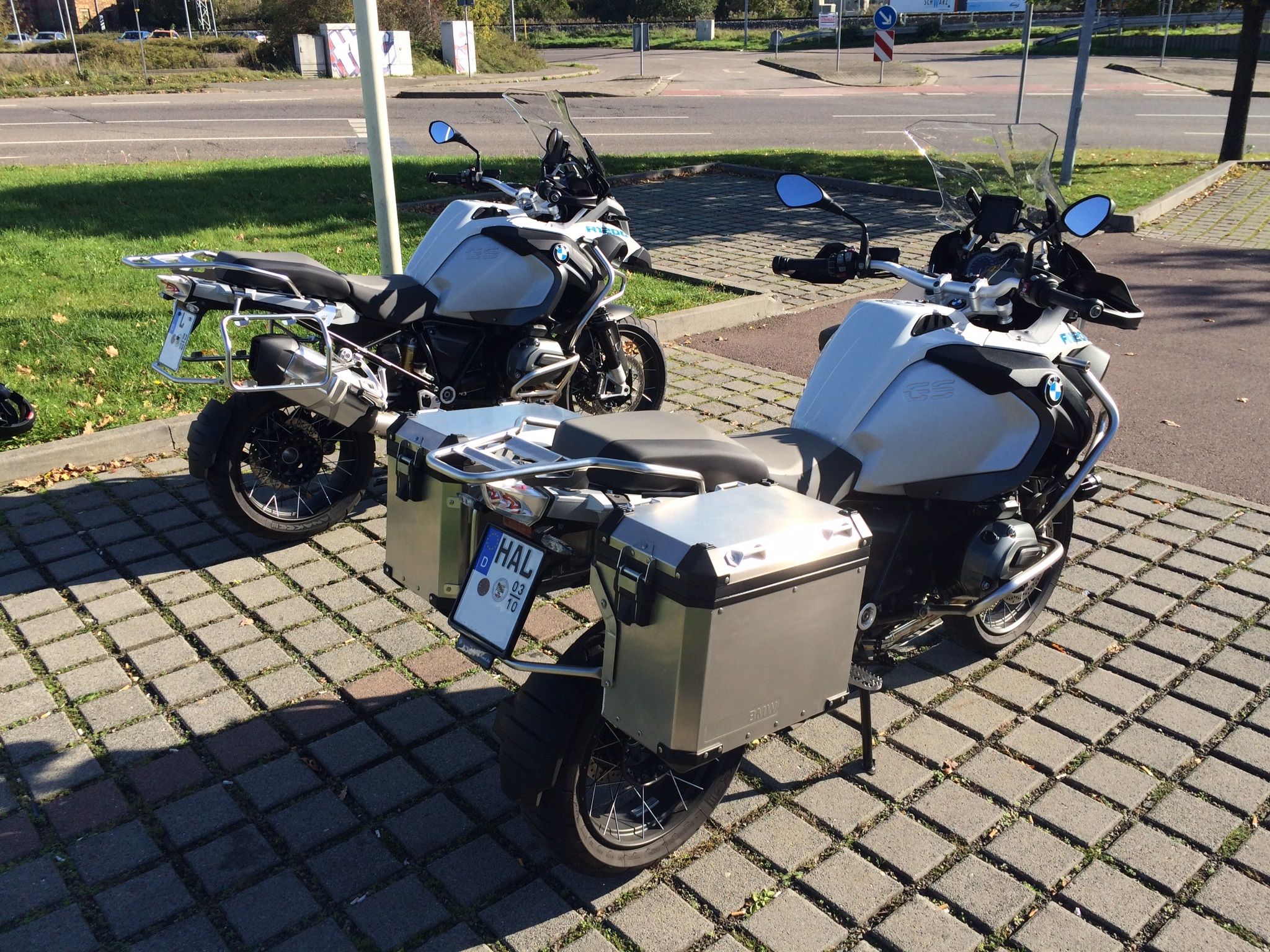
BMW 1200 GS Adventure K51 Heckansicht

## Abgrenzung zur GS K50 und dem Vorgängermodell (K255)
Die Adventure ist grundsätzlich fernreisetauglicher ausgestattet. So ist das Volumen des Kraftstofftanks, der aus Aluminium anstatt aus Kunststoff gefertigt ist, mit 30 Litern größer als bei der GS K50 mit 20 Litern. Die Reichweite ist mit rund 600 km (je nach Fahrweise) mit der des Vorgängermodells (K255) vergleichbar. Der Kraftstofftank ist zwar um 3 l kleiner als bei der GS K255, jedoch konnte mit dem neuen Motor auch der Verbrauch um 0,2–0,3 l gesenkt werden. Die Reserveanzeige leuchtet unverändert bei ca. 4 l Resttankinhalt auf. In der vorderen Verkleidung des Tanks befindet sich nun ein kleines Fach, in dem Gegenstände wie eine Sonnenbrille oder das Portemonnaie schnell griffbereit sind.
Weiterhin sind die Federwege um 2 cm länger. Gegenüber der Vorgängerin bedeutet das, dass die Bodenfreiheit um 2 cm größer ist. Darüber hinaus ist im Antriebsstrang die Schwungmasse um etwa 950 g erhöht und um einen zusätzlichen Schwingungsdämpfer ergänzt worden, um einen ruhigeren Lauf insbesondere bei niedrigen Drehzahlen zu erreichen. Ein größerer Windschild und seitliche sogenannte Flaps sollen den Wind- und Wetterschutz nochmals verbessern. Die Fahrersitzbank ist nun zweistufig in Höhe und Neigung verstellbar. Die Sitzhöhe liegt bei 890 bzw. 910 mm, die Schrittbogenlänge bei 1950 bzw. 1990 mm und ist somit gleich auf mit der K255 aber etwas höher als bei der GS K50. Statt auf Aluminium-Gussrädern steht die Adventure (K51 und K255) auf Kreuzspeichenrädern. Die Dimensionen der Reifen von der K51 sind mit 120/70 R 19 vorne und 170/60 R 17 die gleichen wie bei der GS K50. Die Kreuzspeichenräder bieten gegenüber den Gussrädern den Vorteil, dass sie sich bei einem Durchschlagen des Reifens auf zum Beispiel einem Stein eher nur verformen, statt zu brechen. Richtet man dann die Speichen neu aus, kann so ein Felgenschaden meistens auch fernab der Zivilisation mit einfachen Werkzeugen behoben werden.
Um im schweren Gelände den Endurostiefeln besseren Halt zu bieten, sind die Fußrasten sehr grob ausgeführt, sodass auch Dreck durch die Löcher abfallen kann. Darüber hinaus ist beim Fußbremshebel zusätzlich eine klappbare Erhöhung angebracht, die bei Fahrten im Stehen nach unten geschwenkt wird und der veränderten Fußhaltung Rechnung trägt.
Abseits der nicht nachrüstbaren Merkmale gibt es auch Zubehör, das bei der Adventure im Gegensatz zur Grund-GS serienmäßig ist. So wartet die Adventure ab Werk mit Motorschutzbügel und Handprotektoren auf.

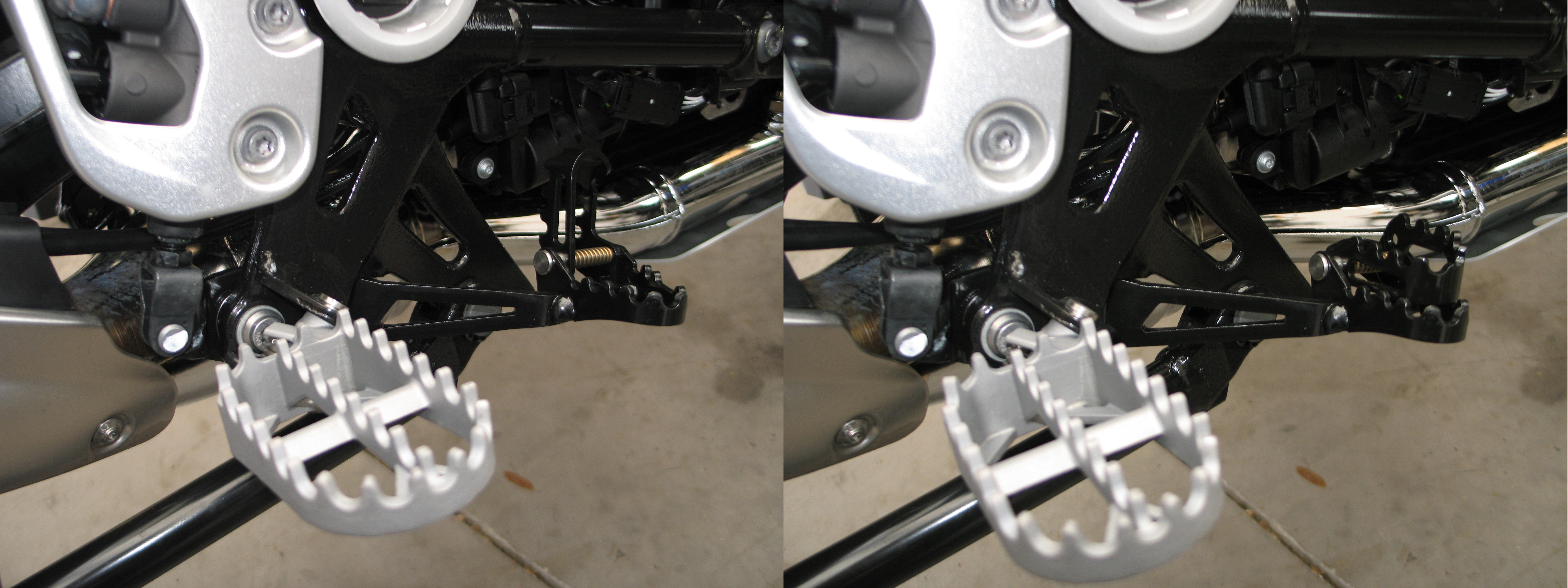
Fußrastenanlage der BMW R 1200 GSA (K51) mit grobem, offenen Profil und hoch- oder runtergeklapptem Fußbremshebel

## Sonderausstattung
Zur Modelleinführung gab es drei Zusatzpakete, die, anders als bei der Markteinführung der GS, beliebig miteinander kombinierbar waren.
- Das Comfort-Paket enthält eine verchromte Auspuffanlage, Heizgriffe und eine Reifendruckkontrolle (RDC).
- Das Dynamik-Paket fügte die „Fahrmodi-Pro“, LED-Blinkleuchten und den LED-Scheinwerfer mit Tagfahrlichtfunktion hinzu. Seit dem Modelljahr 2016 enthält das Dynamik-Paket auch eine schräglagenabhängige ABS-Regelung (ABS-Pro) und ein dynamisches Bremslicht.
- Im Touring-Paket sind ein erweiterter Bordcomputer (Pro), das elektronische Fahrwerk „Dynamic ESA“, der Kofferhalter für die Alukoffer, eine Geschwindigkeitsregelanlage, Navivorbereitung und ein Paar Zusatzscheinwerfer enthalten.

Alle Optionen, mit Ausnahme des Bordcomputers Pro, waren auch einzeln lieferbar. Abseits der Pakete bot die Zubehörliste die Möglichkeit, die Maschine ab Werk mit einer Geländebereifung anstatt des Michelin Anakee 3 auszustatten. Ebenso ist es möglich, den Motor drosseln zu lassen. Nicht ab Werk, aber ebenfalls als Sonderausstattung erhältlich war der Schaltassistent Pro. Er ermöglicht das Hoch- und Zurückschalten ohne Kupplungs- oder Drosselklappenbetätigung in den fahrrelevanten Last- und Drehzahlbereichen. Ab dem Modelljahr 2015 war er auch ab Werk lieferbar. Eine Diebstahlwarnanlage rundete die Liste ab.

## Farbvarianten

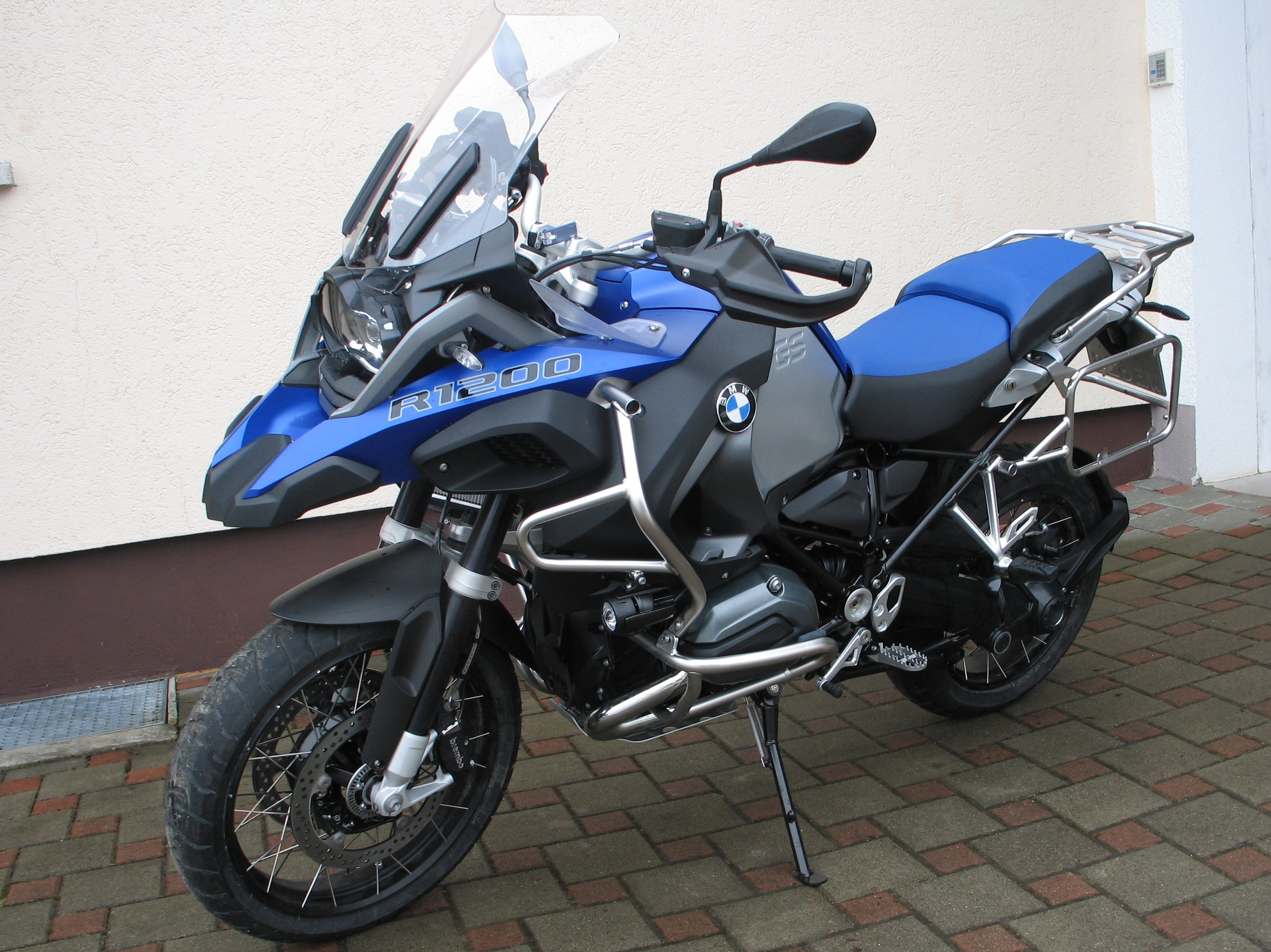
Farbcode „Racingblue metallic matt“ des Modelljahres 2014

Folgende Farben standen im Modelljahr 2014 zur Wahl: Olive uni matt, Racingblue metallic matt und Alpinweiss uni. Im Modelljahr 2016 änderten sich die Farbtöne. Folgende gab es nun: Ozeanblau metallic matt, Racingred uni matt und Lightwhite uni.

## Das „LC“-Paradoxon
Um die K255 von der K51 wie auch die K25 von der K50 einfacher unterscheiden zu können, wird in Internetforen oftmals das Kürzel LC für liquid cooled hinter die Modellbezeichnung gestellt. Das ist insofern nicht ganz richtig, als nach wie vor hauptsächlich durch den Fahrtwind gekühlt wird. Eine Flüssigkeit übernimmt noch immer den kleineren Teil der Kühlung. Lediglich das Kühlmedium wechselte von Öl bei der K255 (K25) auf eine wasserbasierte Flüssigkeit bei der K51 (K50).

## Kritiken
„Wer den Motorrad-Berg erst einmal erklommen hat, wird mehr als überrascht sein. Denn die große Adventure ist ein echter Feger!“

„Fast ein Kilogramm mehr Schwungmasse an der Kurbelwelle macht die Abenteuer-GS im Offroadbetrieb besser beherrschbar und sorgt auch beim Anfahren für mehr Ruhe im Gebälk. Das exzellente Fahrwerk wird durch den etwas steileren Lenkkopfwinkel noch ein wenig handlicher und verblüfft trotz des stattlichen Gewichts mit einer extremen Wendigkeit auf losem Untergrund.“

„Wenn man erst einmal losgefahren ist, weiß man, was dieses Motorrad so begehrenswert macht: das Schwergewicht reagiert so agil, wie man es sonst nur von viel kleineren Motorrädern kennt. Die hohe Sitzposition verleiht dem Fahrer ein Gefühl der Sicherheit. Man sitzt derart entspannt auf der Adventure, dass selbst lange Fahrten auf der Autobahn zu keiner Tortur werden, wie die Rückreise aus dem Weserbergland nach Berlin zeigte.“